# Filippo Carpi De Resmini
Filippo Carpi de' Resmini (Voghera, 2 maggio 1917 – Roma, 18 maggio 1993) è stato un avvocato e funzionario italiano.
Fu presidente dell'Automobile club d'Italia dal 1972 al 1982 e della Società Autostrade dal 1983 al 1986. Cugino di Giangiacomo Feltrinelli.

## Biografia
Figlio di Umberto e di Felicita de Ferrari, Carpi de' Resmini era laureato in giurisprudenza ed esercitò la professione di avvocato. 
Fu presidente dell'Automobile club di Roma dal 1966 al 1971 e di quello d'Italia dal 1972 al 1982.
Tra le altre cariche:
- presidente dell'EGAV (Ente Gestione Autodromo di Vallelunga)[4]
- vicepresidente vicario della Fondazione "Giulio Onesti"
- membro della Giunta esecutiva e del Consiglio nazionale del CONI
- presidente della Società Autostrade (1983-1986)
- vicepresidente dell'Italstat
- presidente de L'Ausiliare
- presidente di Castalia (Gruppo IRI) nel 1987
- membro del cda della Fondazione Giangiacomo Feltrinelli
- presidente della Federazione Internazionale dell'Automobile (International Road Federation) (dal 1989)[5]
- presidente della compagnia Assicurazioni Sara

## Onorificenze
- 1978: Stella d'oro dirigenti CONI[6]